# 奇魁璞國家公園
16°42′37″N 88°56′15″W / 16.71028°N 88.93750°W
奇魁璞國家公園是伯利兹的國家公園，位於該國中部卡約區，處於馬雅山脈以西，面積1,073平方公里，始建於1995年，有蜜熊、美洲豹、細腰貓、王鷲、長尾虎貓、虎貓、眼斑吐綬雞、中美貘等野生動物棲息。